# Profezia di un delitto (film 1976)
Profezia di un delitto (Les magiciens) è un film del 1976 diretto da Claude Chabrol tratto dal romanzo Initiation au meurtre di Frederic Dard.